# Melanie Chartoff
Pour les articles homonymes, voir Chartoff.
Melanie Chartoff, née le 15 décembre 1948 à New Haven (Connecticut, États-Unis) est une actrice américaine.
Elle est connue pour le rôle de « Grace Musso », proviseure du lycée Santo Domingo dans la série télévisée Parker Lewis ne perd jamais, mais aussi pour doubler la voix du personnage de la maman de Casse-bonbon dans le célèbre dessin animé Les Razmoket.

## Filmographie

### Cinéma
- 1978 : American Hot Wax
- 1985 : Doin' Time : Linda Libel
- 1986 : Stoogemania (en) de Chuck Workman : Beverly
- 1997 : Plato's Run (vidéo) : Stephanie
- 1997 : A Rugrats Vacation (vidéo) : Didi Pickles (voix)
- 1998 : Les Razmoket, le film (The Rugrats Movie) de Norton Virgien et Igor Kovaljov : Didi Pickles / Minka (voix)
- 2000 : Mon frère ce héros (Big Brother Trouble) : Frances Dobson
- 2000 : Les Razmoket à Paris, le film (Rugrats in Paris: The Movie) : Didi Pickles (voix)
- 2003 : Les Razmoket rencontrent les Delajungle (Rugrats Go Wild) : Didi Pickles (voix)
- 2006 : Docteur Dolittle 3 (vidéo)
- 2012 : And Out, Into the Bright Blue Sky (court métrage)
- Prochainement : Asleep at the Wheel (pré-production)

### Télévision
- 1977 : Search for Tomorrow : Nancy Craig
- 1978 : Wonder Woman : Nadia (saison 2, épisode 14)
- 1978 : The Tony Randall Show : Ginny (saison 2, épisode 20)
- 1978 : Richie Brockelman, Private Eye : Police-woman Ronnie (saison 1, épisode 6)
- 1978 : Challenge of the SuperFriends (en) (voix) (saison 1, 16 épisodes)
- 1979 : Can You Hear the Laughter? The Story of Freddie Prinze (téléfilm) : Fan
- 1980 : Super Friends (voix)
- 1980-1982 : Fridays (saisons 1 à 3, 54 épisodes)
- 1982 : Having It All (téléfilm) : Dace
- 1983 : Oh Madeline (saison 1, épisode 10)
- 1985 : Mr. Belvedere : Détective Wentworth (saison 1, épisode 5)
- 1985 : Hôpital St Elsewhere : Kate Larson (saison 4, épisode 2)
- 1986 : La croisière s'amuse : Betty Bell (saison 9, épisode 12)
- 1986 : Fresno (mini série) : Desiree DeMornay (2 épisodes)
- 1986 : Hardesty House (téléfilm) : Judy Werner
- 1986 : Take Five : Laraine McDermott (saison 1, 6 épisodes)
- 1987 : Kenny Rogers as The Gambler, Part III: The Legend Continues (téléfilm) : Deborah
- 1987-1990 : Newhart : Dr. Mary Kaiser (5 épisodes)
- 1988 : Un flic dans la mafia : Lillah Warfield (saison 1, 3 épisodes)
- 1988 : Super Mario Bros. : Tawny Tyler (saison 1, épisode 51)
- 1990-1993 : Parker Lewis ne perd jamais : Grace Musso (71 épisodes)
- 1991-2005 : Les Razmoket : Didi Pickles / Minka Kropotkin (voix) (112 épisodes)
- 1993 : Mariés, deux enfants : Laurie Diamond (saison 7, épisode 20)
- 1994 : Living Single : Dr. Madeline Flaylin (saison 2, épisode 3)
- 1994 : Seinfeld : Robin (saison 5, épisode 19)
- 1996-1998 : Code Lisa : Marcia Donnelly (5 épisodes)
- 1997-1998 : Jumanji : Tante Nora Shepherd (saison 3, 22 épisodes)
- 1998 : Ally McBeal : Joanne Poole (saison 2, épisode 7)
- 1998 : Seinfeld : Robin (saison 9, épisode 22)
- 2000 : Les Anges du bonheur : Connie (saison 6, épisode 18)
- 2001 : JAG : Sénatrice Anne Pick (saison 7, épisode 7)
- 2002 : Taina (saison 2, épisode 10)
- 2002 : The Zeta Project : Scientifique (voix) (saison 2, épisode 11)
- 2002 : Body & Soul : Colleen McKinney (saison 1, épisode 3)
- 2002 : Half and Half : Bridget (saison 1, épisode 9)
- 2003-2008 : Les Razbitume : Didi Pickles (voix) (15 épisodes)
- 2003 : Rolie Polie Olie : Mme Rocky (voix) (saison 6, épisode 6)
- 2005 : Allie Singer : Professeur (saison 1, épisode 11)
- 2006 : Desperate Housewives : Sally saison 2, épisodes 23 & 24)
- 2007 : Tak & the Power of Juju : Chef Tina-Tina (voix) (saison 1, épisode 3)
- 2010 : Super Hero Family : Iris Mitchell (saison 1, épisode 1)